# Площа Республіки (Рим)

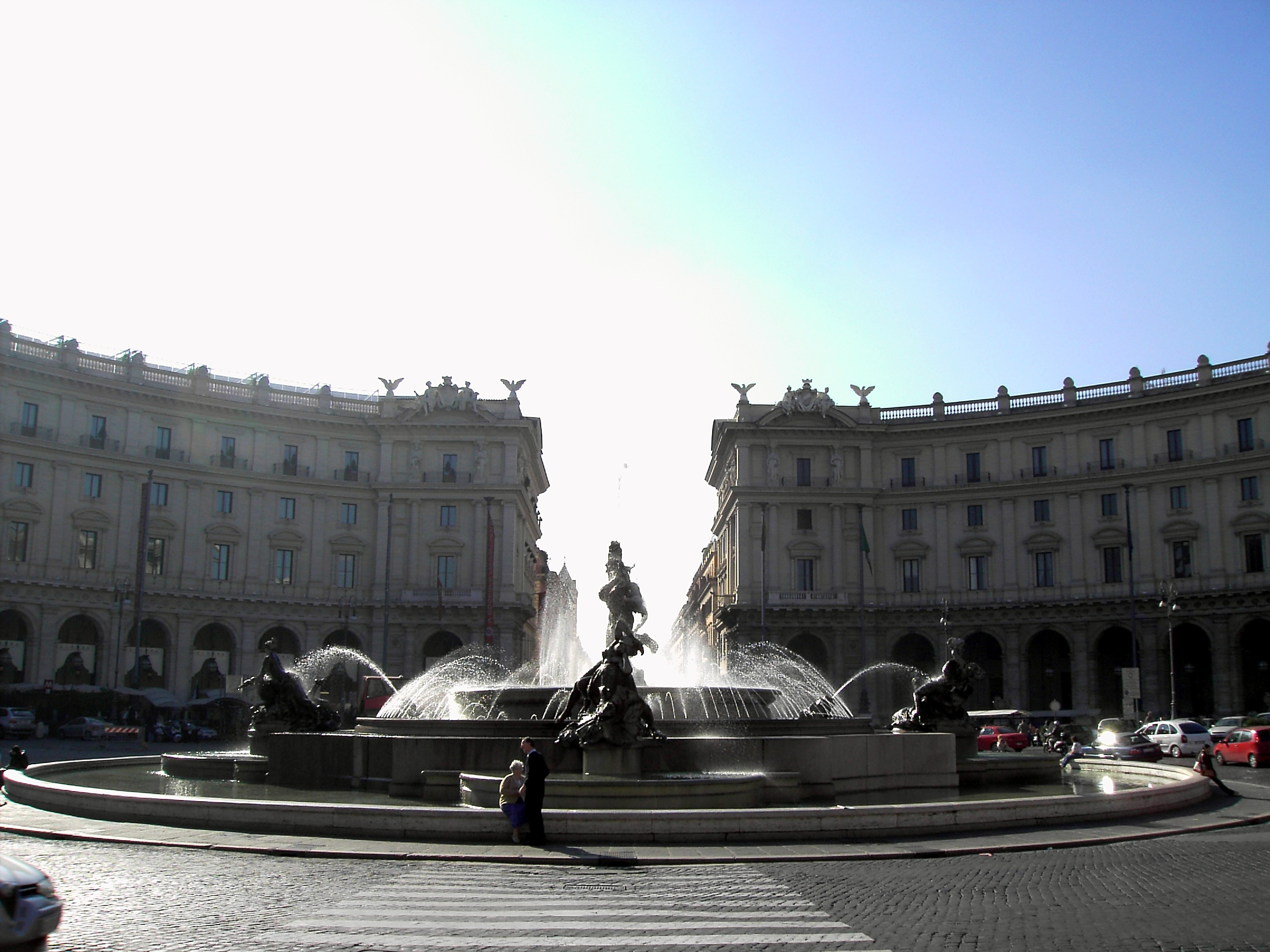
Площа Республіки

Площа Республіки (італ. Piazza della Repubblica) — площа у центрі Риму, недалеко від станції Терміні, поряд з термами Діоклетіана. Від площі бере початок віа Націонале - одна з головних вулиць міста. Під площею знаходиться станція метро «Репуббліка — Театро дель Опера» лінії A Римського метрополітену. 

## Історія
До 1950-х площа назвалася Екседра. Ця назва досі вживається серед місцевих жителів. Стара назва походить від великої екседри терм Діоклетіана  — напівкруглої глибокої ніші з напівкуполом. Форма античної екседри повторена в колонаді, що обмежує площу з південного заходу. Напівкруглі палаццо з  портиками зведені у 1887—1898 за проектом архітектора Гаетано Коха (Gaetano Koch). На площу виходить фасад церкви Санта Марія дельї Анджелі е деі Мартірі, побудованої в XVI столітті, імовірно за проектом Мікеланджело. У центрі площі розташований фонтан Наяд, створений скульптором Маріо Рутеллі в 1901. 